# Defileul Drinului Alb
Defileul Drinului Alb (în albaneză Gryka e Drinit të Bardhë; în sârbă Kanjon Belog Drima, Кањон Белог Дрима) este un mic defileu situat în sud-vestul provinciei Kosovo. Râul Drinul Alb trece prin defileu. Defileul este relativ scurt, având o lungime de doar aproximativ 900 de metri, cu o adâncime de 45 de metri. La intrarea în defileu se află Podul Fshajt, un vechi pod otoman care atrage scafandri din toate țările Balcanilor. Defileul Drinului Alb la Podul Fshajt a fost inclus în 1986, datorită structurii sale hidrologice și geomorfologice,
în lista monumentelor naturale, fiind protejat legal.

## Geografie
Defileul Drinului Alb este situat lângă Podul Fshajt din apropierea satului Xërxë (comuna Rahovec) de pe drumul Gjakova - Prizren. El este un fenomen geomorfologic cu importanță vizuală și educațională. A fost format în cursul perioadei post-lacustrice a lacului Dukagjini din neogen. Formarea sa a fost condiționată de mai multe evenimente tectonice. Defileul are caracteristici tipice și conține multe formațiuni carbonate.

## Turism

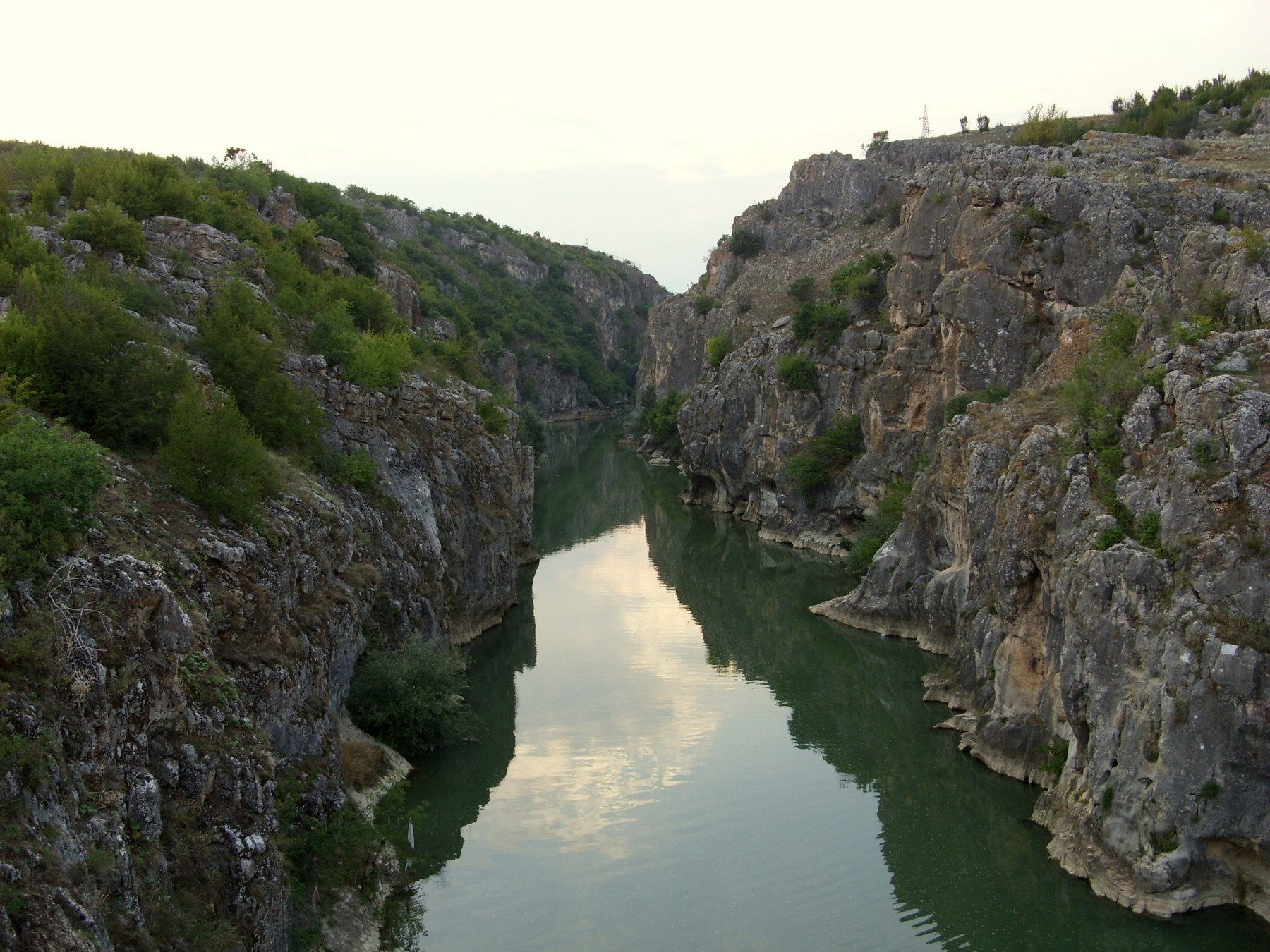
Defileul văzut de pe Podul Fshajt

În cursul unui îndelungat proces geomorfologic râul Drinul Alb a săpat un defileu între două stânci calcaroase, care este foarte atractiv și interesant pentru cercetători și vizitatori. Situat lângă drumul principal care leagă Gjakova de Prizren, Defileul Drinului Alb este vizitat de un număr mare de turiști străini, precum și de localnici. Podul în arc Fshajt aflat peste defileu reprezintă o altă atracție turistică importantă în zonă. Un concurs de „sărituri de pe pod” are loc în fiecare an la care participă mai mulți concurenți din regiune. Atât podul, cât și defileul sunt protejate prin lege din anul 1986. Suprafața zonei protejate este de 199 ha și aparține comunelor Rahovec (124,96 ha) și Gjakova (73,86 ha).
Aproape de pod se află două stânci cunoscute sub numele de „Stânca Vulturului” (Shkëmbi i Shqiponjës) și „Stânca Skanderbeg” (Shkëmbi i Skenderbeut), care conține o gravură a nobilului albanez din secolul al XV-lea George Kastrioti Skanderbeg. Portretul lui Skanderbeg a fost pictat pe stâncă în 1968 de către Mexhid Yvejsi cu ocazia aniversării a 500 de ani de la moartea sa.
La capătul de sus al defileului se află un restaurant unde se poate mânca pește proaspăt prins în râul Drinul Alb.

## Galerie

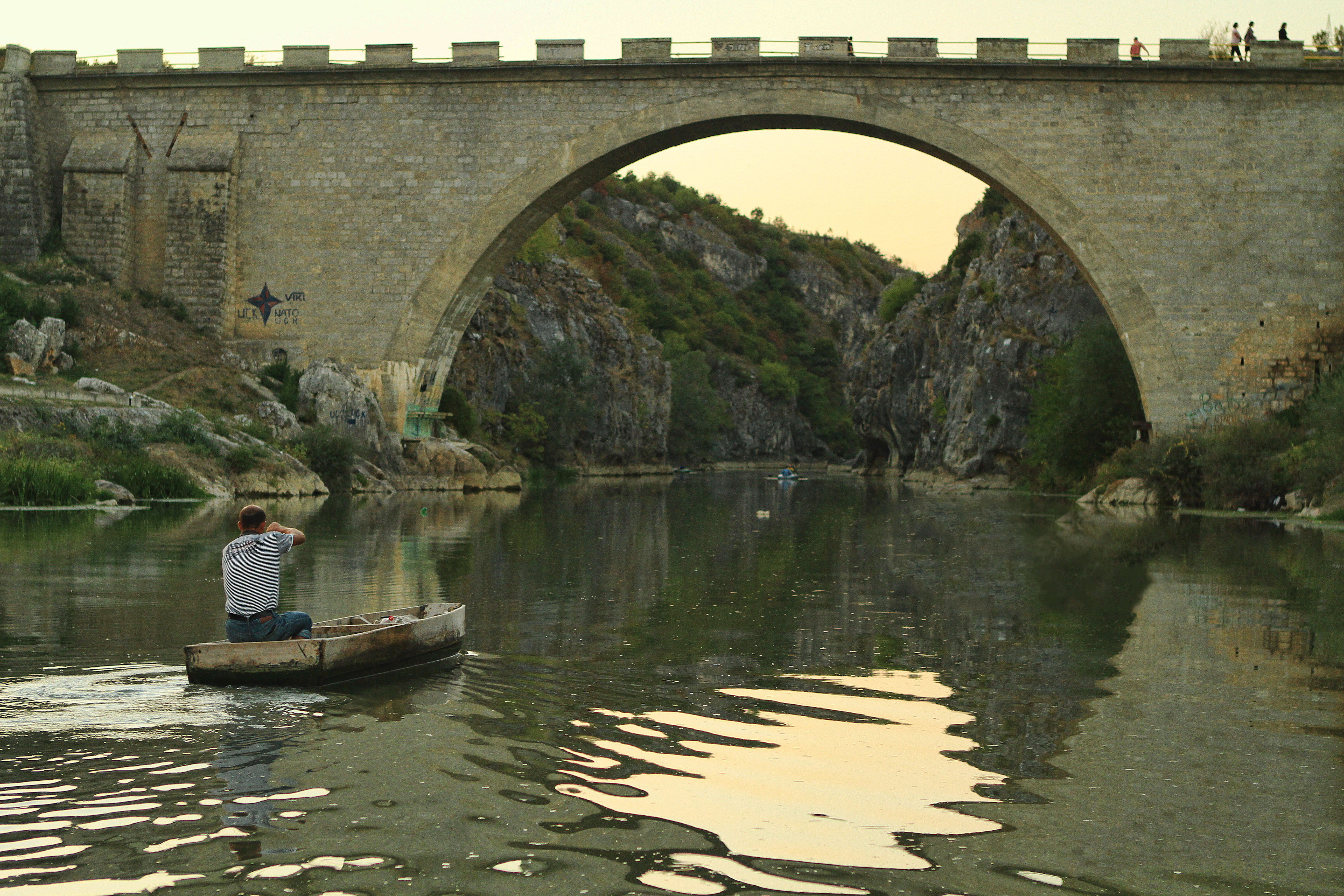
O barcă la intrarea în defileu pe sub Podul Fshajt
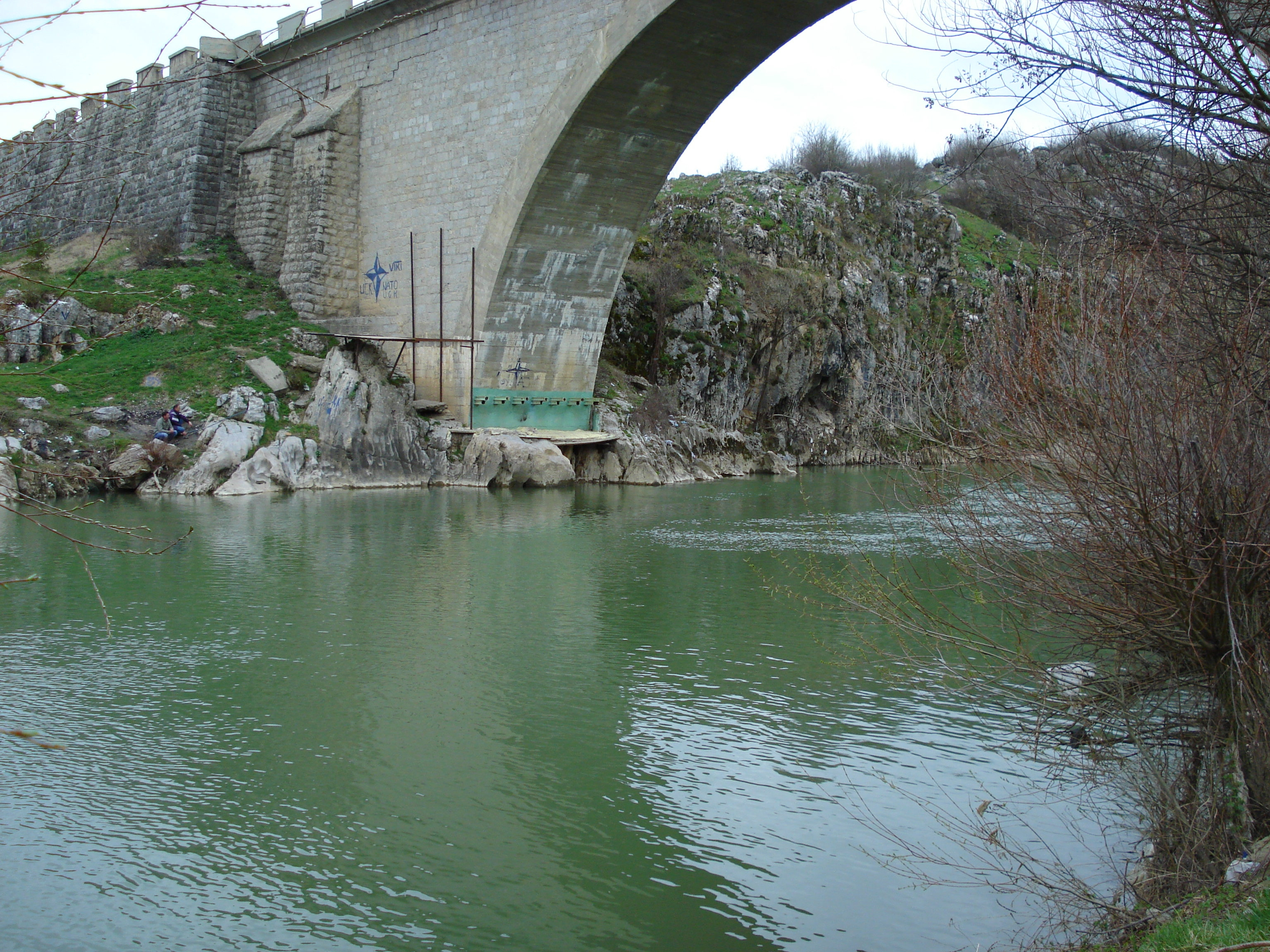
Podul Fshajt
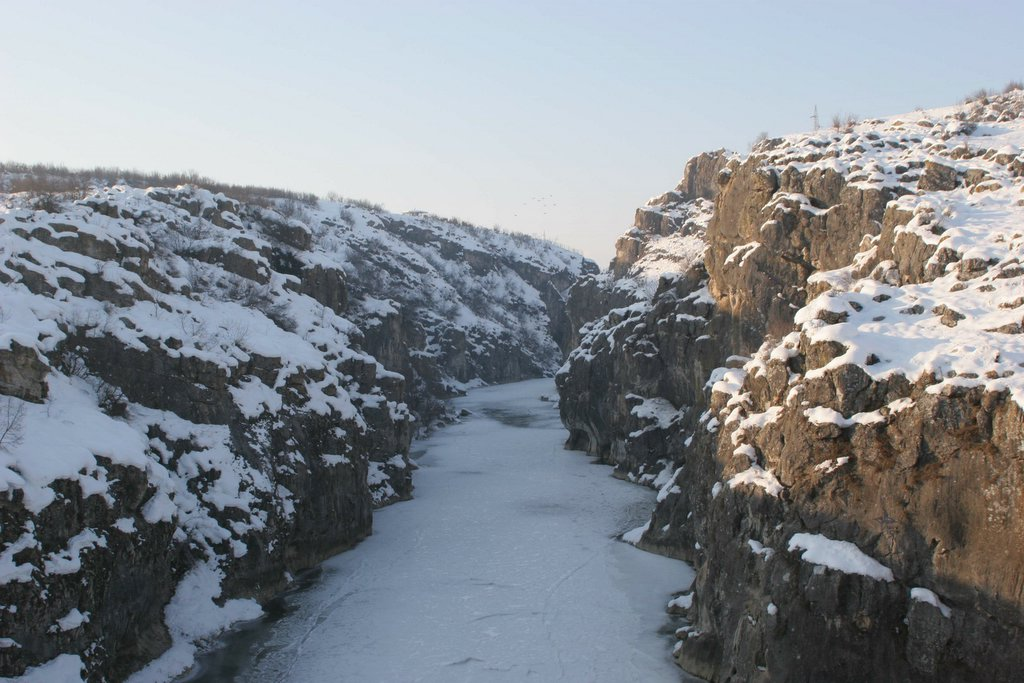
Drinul înghețat și defileul - vedere de pe pod în ianuarie
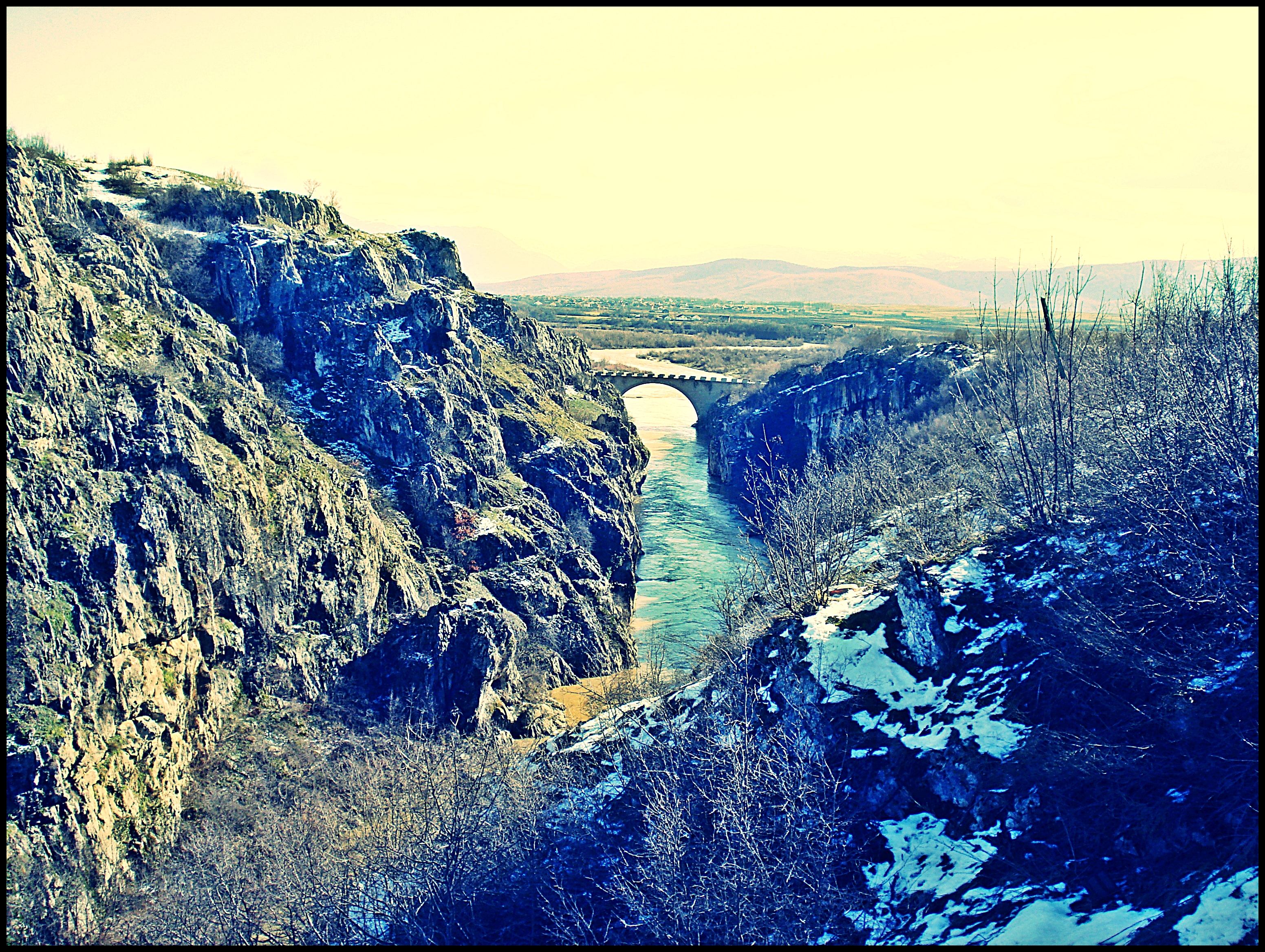
Defileul văzut dinspre nord-vest